# Mikkel Lomborg
Mikkel Lomborg (født 2. februar 1971 i Lyngby) er en dansk musiker, pædagog og skuespiller kendt for rollen som Hr. Skæg på DR Ramasjang.

## Karriere
Lomborg er uddannet pædagog, og arbejdede i 11 år på et opholdssted.
Han var kort med i børneprogrammet Amigo med Jacob Riising som vært i et afsnit, der handlede om skæg. Da DR senere ønskede at lave en dansk udgave af et svensk børneprogram om tal, hvor værten havde langt skæg, blev Lomborg kontaktet, og Skæg med tal blev til. Siden er der lavet programmer om bogstaver, ord og matematik. Programmerne er den største succes for DRs' børneprogrammer siden Bamses Billedbog.
I 2013 udgav Post Danmark to frimærker med motiver fra børne-tv, hvor Hr. Skæg var afbildet på det ene. Det andet havde Kaj og Andrea på.
Mikkel Lomborg har et årelangt musikalsk partnerskab med Nikolaj Grandjean, med hvem han skrev og producerede musikken til Skæg Med Bogstaver (2010).
I hvert afsnit får man bekendtskab med emnet, og der synges om det. Der er udgivet en CD og DVD med nogle af de sange.
Med udgangspunkt i både sit tidligere og nuværende arbejde, har Mikkel Lomborg og figuren Hr. Skæg siden 2016 fungeret som ambassadør for velgørenhedsinitiativet, Operation Julegaveregn, som skaffer julegaver til anbragte børn og sætter fokus på deres vilkår.

## Privatliv
Lomborg er konverteret til islam for at blive gift med sin kone, som er muslim. I 2013 blev han far til en datter.

## Filmografi
- 2008 Skæg med tal; også som album
- 2011 Skæg med bogstaver; også som album
- 2011 Ramasjangskolen
- 2012 Skæg med ord; også som album
- 2014 Skæg med matematik; også som album
- 2014 Paddington, stemme
- 2017 Sikke et cirkus
- 2017 Paddington 2, stemme
- 2019 Hr. Skægs Hotel